# ناتالی هارت
ناتالی هارت (انگلیسی: Nathalie Hart؛ زادهٔ ۱۴ آوریل ۱۹۹۲) بازیگر اهل فیلیپین است.